# جميل أحمد التهانوي
جميل أحمد التهانوي (1318 - 1414 هـ / 1900 - 1993 م) هو كاتب وشاعر و مفتي، من أهل الهند.
هو جميل أحمد بن سعيد بن أحمد بن حافظ أمير التهانوي. ولد في مدينة تهانه بهون (مظفر نكر - الهند)، وتوفي في لاهور.

## آثاره
له قصائد بالعربية والفارسية و الأوردية. و من مؤلفاته العربية: «حاشية على المعلقات السبع»، «شرح أزهار العرب»، «تراجم الحماسيين»، «أحكام القرآن»، «دلائل القرآن على مسائل نعمان»، «الفحاوي على الطحاوي» و بالأوردية «نبي كل كائنات »، «دعوة التبليغ»، «تفسير المنطق» «حاشية تيسير المنطق، حلية اللحية»، «نصاب ونظام ديني مدارس».
و من شعره، في مدح النبي محمد: